# Бристоу (Ајова)
Бристоу (енгл. Bristow) град је у америчкој савезној држави Ајова. По попису становништва из 2010. у њему је живело 160 становника.

## Демографија
Према попису становништва из 2010. у граду је живело 160 становника, што је -42 (-20.8%) становника више него 2000. године.
| Група             | 2000.       | 2010.       |
| Белци             | 198 (98,0%) | 156 (97,5%) |
| Афроамериканци    | 1 (0,5%)    | 0 (0,0%)    |
| Азијати           | 0 (0,0%)    | 1 (0,6%)    |
| Хиспаноамериканци | 0 (0,0%)    | 0 (0,0%)    |
| Укупно            | 202         | 160         |